# Wei Wei (escriptor)
Wei Wei (en xinès: 魏巍; en pinyin: Wèiwēi) (Zhengzhou, 1920 - Pequín, 2008) fou un periodista, poeta, assagista i escriptor xinès, guanyador del Premi Mao Dun de Literatura de 1982 per 东方 (dongfang) (L'Orient o l'Est).
No confondre amb Wei Wei (escriptora).

## Biografia
Wei Wei va néixer el 16 de gener de 1920 en una família pobre de Zhegzhou, província de Henan (Xina) 
Va rebre una educació rudimentària i no va poder seguir estudiant un cop acabats els estudis primaris, degut a la mort dels seus pares. Inicialment va ser conegut amb el nom de Hong Jie (xinès: 鴻傑) i també va usar el nom de Hong Yangshu (紅陽樹).
Com a escriptor va formar-se de forma autodidacta i va ser molt influenciat per la literatura radical xinesa dels anys vint i trenta, incloent obres d'autors com Lu Xun i Mao Dun.
A partir del 1939 va escriure “poemes militants” inspirats en les seves experiències durant el combat i en els anys 40 el reportatge va ser la seva eina principal com a escriptor.
També va escriure reportatges fruit dels seus viatges a Corea, l'Unio Sovietica i el Vietnam.
Durant la Segona Guerra sino-japonesa va entrar en l'exèrcit comunista i el 1938 va ingressar al Partit Comunista Xinès on hi va treballar en els serveis de propaganda.
Se'l considera com un exemple del romanticisme revolucionari combinat amb el realisme socialista.
Wei va morir el 24 d'agost de 2008 a Pequín.

## Obres destacades
Té una amplia producció literària que inclou la poesia, la novel·la, i l'assaig. La seva novel·la del 1951: 《誰是最可愛的人》(shei shi zui ke ai de ren) traduïda al francès com “Qui són les hommes les plus dignes d'amour" i a l'anglès com " Who are the Most Beloved People? va tenir molt èxit i va ser incorporada en els manuals escolars com a exemple de la literatura contemporània xinesa.
Altres novel·les destacades:
- 2003: 大老郑的奴人 (Big Lao Zheng's Women) Premi Lu Xun de Literatura 2001-2003

- 1987: 地球的紅飄帶 (The Earth's Red Flying Ribbon)
- 1997: 火鳳凰》(Fire Phoenix)
- 1999: 我們唾棄那種中國人 (We Despise those Kinds of Chinese)
- 1956: 我的朋友:短篇小說集 (My Friends)

- 1954: 老煙筒 (The Old Chimney)

Va escriure un guió cinematogràfic: 紅色的風暴》The Red Storm (1956) i un llibret per una opera: 《打擊侵略者》Conquer the Invaders (1952).